# ختلال
ختلال (به لاتین: Khetlal) یک منطقهٔ مسکونی در بنگلادش است که در ناحیه جایپورهات واقع شده‌است. ختلال ۱۴۲٫۶ کیلومتر مربع مساحت و ۱۱۵٬۹۱۸ نفر جمعیت دارد.